# Julio Martínez (político argentino)
Julio César Martínez (Chilecito, 23 de marzo de 1962) es un político e ingeniero agrónomo argentino, perteneciente a la Unión Cívica Radical, que se desempeñó como senador nacional por la provincia de La Rioja. Antes fue  ministro de Defensa de la Nación (diciembre de 2015-julio de 2017) y diputado nacional (2003-2007, 2009-2015).

## Biografía

### Comienzos
Nacido en Chilecito, es ingeniero agrónomo egresado de la Facultad de Agronomía Universidad Nacional de Córdoba en 1986. En 1999 fue elegido Diputado provincial y Diputado nacional en 2003. Está casado con Laura Rebeca Waidatt y tiene tres hijos.

### Diputado nacional (2003-2007, 2009-2015)
En la Cámara de Diputados integró la comisión de Defensa criticó  diversas políticas en el área de Defensa del gobierno de Néstor Kirchner y  Cristina Fernández entre ellas Martínez expreso su oposición a la modernización del avión IA-63 Pampa en la Fábrica Argentina de Aviones y la compra de nuevas aeronaves para la Fuerza Aérea Argentina, las campañas antárticas etc. Ese mismo año denunció al Canal 9 de la Rioja por no otorgarle suficiente cobertura periodística amenazando con iniciarle un juicio por 9 millones de pesos.
En 2011 fue candidato de la UCR para la gobernación de La Rioja. En las elecciones Luis Beder Herrera del Partido Justicialista fue reelegido por la ciudadanía como Gobernador de La Rioja por el 67,2% de votos, contra Martínez que obtuvo el 19,6 %. En 2013 integró Fuerza Cívica Riojana en las elecciones legislativas de 2013 reteniendo su banca en el Congreso.
En las elecciones provinciales de 2015, celebradas en La Rioja en el mes de julio, fue candidato a gobernador por la Unión Cívica Radical, siendo acompañado en la fórmula por Ismael Bordagaray, intendente de Famatina. Referenciándose con Ernesto Sanz,  pese a intentos del partido Propuesta Republicana. La fórmula quedó en segundo lugar con 39,32 % de los votos. En 2016 fue denunciado  acusado de haber influido en la designación de dos jueces del Tribunal Oral Federal de La Rioja. El senador habría intercedido para que Mariela Fabiola Cardozo ocupe uno de los cargos, a pesar de haber obtenido el puesto 16.º en el Orden de Méritos y que tiene como único antecedente haberse desempeñado como administrativa de la Policía Federal. Según la denuncia jubo una manipulación orquestada por el senador radical Julio Martínez con la complicidad del diputado cordobés de la UCR, Mario Negri cuando Mauricio Macri el PEN remitió al Senado de la Nación pidiendo el acuerdo para la designación de Mariela Cardozo al frente del Tribunal Oral Federal de La Rioja. En 2018 fue denunciado junto a varios ministros del PRO entre ellos  los ministros de Trabajo Jorge Triaca y de Medio Ambiente Sergio Bergman, el senador Federico Pinedo y Laura Alonso por la contratación con dinero público de una consultora, que pertenecería a tres asesores del PRO y que desde su página web ofrecía servicios de lobby. A fines de marzo de 2017 se publicó una investigación periodística que involucra a la dirección General de Fabricaciones Militares, que dependía de Julio Martínez en un escándalo de corrupción donde se habrían pagado sobreprecios en la compra de 15.000 pistolas semiautomáticas que también involucraba al ministerio de Seguridad porteño a cargo de Diego Santilli.
En 2020 la Oficina Anticorrupción (OA) denunció a Martínez junto a Patricia Bullrich, al exjefe de Gabinete Marcos Peña por sobreprecios y sobornos en una de las causas penales por la compra de cuatro lanchas de patrullaje a Israel con un sobreprecio de 29.000.000 de dólares en 2016. Según consta en la investigación judicial Bullrich y Marcos Peña intentaron esquivar la posibilidad de competencia, adjudicando de manera directa sin licitación a una empresa privada previamente elegida ligada al marido de Bullrich
La compra directa se habría realizado con un sobreprecio del 138% analizado por el  Área de Investigación del Vector Naval de la Facultad de Ingeniería de la Universidad de Buenos Aires.
En 2019 comenzó a ser investigado por La Oficina Anticorrupción por el direccionamiento en la licitación de un rompehielos, dos helicópteros y un barco polar contratos por 552 millones. Según el dictamen "Surgen de una profusa investigación importantes hallazgos que evidencian un accionar carente de parcialidad, en el que se habrían insertado intereses particulares, en miras a favorecer a la firma Trade Baires International SA, la empresa pretendía cobrar un 51% más que lo presupuestado. Ese mismo año se denunció que La Universidad de la Defensa Nacional (Undef), creada por una ley del Congreso a fines de 2014, se encontraba en estado de “paralización institucional e intervenida de  facto según la denuncia de un grupo de senadores y diputados. La paralísis de la universidad se debía a la decisión del ministro de Defensa Julio Martínez y presidente del consejo de dirección de la Undef, el radical Julio César Martínez, primo de este de no remitir las partidas asignadas por la Ley de Presupuesto, dar de baja convenios que garantizan la prestación de los servicios educativos y reclamar el inmueble donde funciona el rectorado. En septiembre del 2018 surgió la información sobre movimientos financieros irregulares de la gestión en la Universidad de la Defensa Nacional»; se sugirieron compras indebidas, registros impropios, cuentas bancarias irregulares, y una operación financiera con LEBAC por más de 20.000.000 de pesos entre 2016 y 2018, operados desde fondos destinados a desarrollos académicos durante la gestión de Julio Martínez.
Los investigación encontró sobreprecios de 13.000 pesos por cada pistola, unos 768,5 euros comprada a una de lo principales financistas de la campaña del Pro en la Rioja en 2015, encontrándose el doble del valor correspondiente. En 2019 fue nuevamente imputado junto a Patricia Bullrich por desvío de fondos a través de la Universidad de la Defensa.

### Ministro de Defensa (2015-2017)

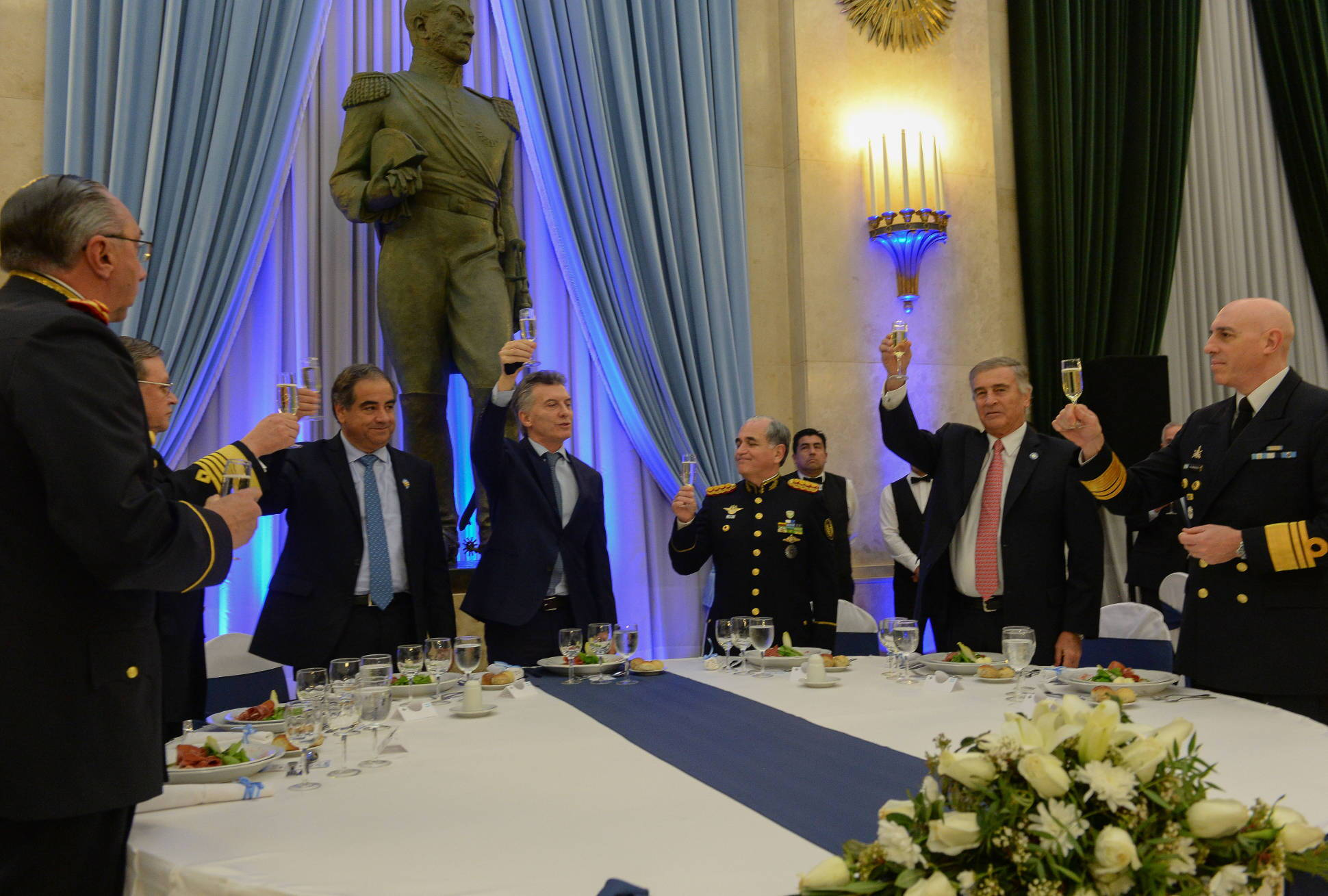
Cena de Camaradería de las Fuerzas Armadas de 2017. De Izquierda a derecha: Diego Suñer, Enrique Amrein, Julio Martínez, Mauricio Macri, Bari del Valle Sosa, Oscar Aguad y Miguel Ángel Máscolo.

Tras las elecciones presidenciales de 2015, Mauricio Macri lo designó al frente del Ministerio de Defensa nacional.
El 23 de enero de 2016 visitó las bases argentinas como parte de la Campaña Antártica.
En junio de 2016 Martínez volvió a habilitar que los presos por delitos de lesa humanidad puedan volver a ser atendidos en hospitales militares. Esto había sido prohibido por su antecesor, Agustín Rossi, luego de que dos condenados, Gustavo De Marchi y Jorge Olivera, se fugaran del Hospital Militar Central en julio de 2013. También dio de baja el plan para remodelar aeronaves. Así mismo justificó el beneficio de otorgarle en algunos casos prisión domiciliaria a represores acusados de cometer delitos de lesa humanidad. Durante su gestión se vieron implicados diferentes funcionarios de Defensa en el direccionamiento en la licitación de un rompehielos, dos helicópteros y un barco polar, en el direccionamiento de contrataciones por 522 millones de pesos. También Martínez se vio involucrado junto al gremialista Caballo Suárez por compras sospechosas del Ministerio de Defensa de la Nación, cuando Julio Martínez estaba a cargo del mismo
Durante su gestión fue paralizada la recuperación del dique 2 de la Base naval Puerto Belgrano. se eliminó el contrato para la producción de la segunda serie de seis Radares suscrito entre la cartera de Defensa, Fabricaciones Militares e INVAP por 1.000 millones de pesos, que servirían para  la vigilancia del espacio aéreo desde el centro hacia el sur del país. Al mismo tiempo trasladó radares desde la zona fronteriza con Bolivia, adyacente a Salta, dejando la frontera sin control ni vigilancia electrónica porque el radar que se había instalado para detectar narcovuelos se trasladó a Mendoza para una Cumbre del Mercosur. Paralelamente se dio un repliegue de 1.800 efectivos del operativo Escudo Norte, de protección de las fronteras, y en el marco de recortes presupuestarios, se retiró del Operativo Fronteras el sistema de radares de vigilancia terrestre de la frontera norte. Se da también la desinversión en los astilleros Tandanor y la suspensión de la reparación del ARA Santa Cruz, uno de los tres submarinos que posee la Argentina, junto con la paralización de las tareas de mantenimiento, la cancelación de las inversiones en las plantas de pólvora, el repliegue de los radares Doppler, desprogramación de vehículos de combate, entre otros recortes. En 2020 fue imputado por el fiscal federal Franco Picardi junto a los diputados del PRO Luciano Laspina y Eduardo Amadeo por los delitos de fraude, violación de deberes de funcionario público, abuso de autoridad y perjuicio a la administración pública en una causa por sobreprecios y desvío de fondos públicos en la compra de armamento a EEUU
unos 2 mil millones de dólares. La causa abarcó además a Martín Lousteau, quien entregó su renuncia a la embajada de Estados Unidos en medio del escándalo.Las gestiones se habrían instrumentado a través de dos diputados nacionales Luciano Laspina y Eduardo Amadeo quienes habrían recibido coimas por la compra de armamento obsoleto a EEUU. 

En noviembre de 2016 despidió al auditor general de las Fuerzas Armadas cuando este denunció la existencia de una serie de irregularidades en la Dirección de Asuntos Jurídicos del Ministerio de Defensa. 24 horas después de la denuncia, Martínez le contestó a través de una nota desvinculándolo de su puesto. En 2017 su colega radical Guillermo Galván denunció que Martínez “recibe 42 mil pesos de subsidio en la tarifa eléctrica para su finca y un funcionario no puede recibir esa asistencia porque es incompatible con un cargo público”. En 2017 el matutino catamarqueño El Esquiú y el diario porteño Clarín publicaron el escándalo de supuesta corrupción que involucra a la Dirección General de Fabricaciones Militares y a Julio Martíne por la compra millonaria de armas. En 2019 fue denunciado penalmente junto con  Laura Alonso y otros funcionarios macristas entre ellos el ministro de Trabajo Jorge Triaca y de Medio Ambiente Sergio Bergman, y el senador Federico Pinedo por contratar con fondos públicos a una consultora ligada al PRO para realizar lobby.

### Senador nacional (2017-actualidad)
En 2017 dejó el ministerio para ser candidato a senador por la lista de Cambiemos-FCR. En 2018 el dirigente político de su espacio Paredes Urquiza denunció que recibió fuertes presiones de Julio Martínez para eliminarlo como candidato. “Julio Martínez es autoritario e inútil, no consiguió nada para La Rioja, y lo va a pagar en la campaña» y además denunció que Martínez recibe 42 mil pesos de subsidio en la tarifa eléctrica para su finca y un funcionario no puede recibir esa asistencia porque es incompatible con un cargo público

## Causas judiciales

### Causa por supuesto fraude en compra de armas
En 2017 el fiscal Franco Picardi abrió una investigación contra Julio Martínez, el diputado de Cambiemos, Eduardo Amadeo  y varios funcionarios para determinar su rol en el millonario pedido a Estados Unidos, por los posibles delitos de fraude, violación de deberes de funcionario público, abuso de autoridad y perjuicio a la administración pública por un costo total que supera los 2 mil millones de dólares, finalmente fue imputado junto con  Luciano Laspina y Eduardo Amadeo. En 2016 Eduardo Amadeo designó como subsecretaria a su  esposa Beatriz Victoria Orlowski de Amadeo con un sueldo mensual de casi 46 mil pesos.
Meses después el fiscal federal Franco Picardi imputó al ministro de Defensa, Julio Martínez, y a los diputados oficialistas de Cambiemos Eduardo Amadeo y  Luciano Laspina, por la millonaria compra de un arsenal a los Estados Unidos que supuestamente había implicado un fraude al Estado y generado beneficios para los involucrados.

### Causa por comisiones en la compra de rompehielos
El Fiscal Federal Fernando Marijuan, pidió impulsar acción penal en la causa contra Martínez Julio y asesores por la presunta comisión de un delito de acción pública, al exministro de Defensa de la Nación, Julio Martínez y sus asesores internos y externos, por comisiones que se habrían manejado por la compra de un rompehielos a la República de Sudáfrica.  Las actuaciones comenzaron el 17 de mayo debido a la extracción de testimonios ordenados por el Titular del Juzgado Nacional en lo Criminal y Correccional Federal n.º 7 con relación a las gestiones que se habrían efectuado para la compra de un rompehielos en la República de Sudáfrica, ante la salida de servicio del Almirante Irízar, en el marco de las cuales se habrían hablado sobre comisiones que les traería esa operación.